# 科茲洛韋 (敖德薩州)
47°4′14″N 30°27′13″E / 47.07056°N 30.45361°E
科茲洛韋（羅馬化：Kozlove）是位於烏克蘭西南部的村莊，由敖德萨州贝雷济夫卡区的科諾普利亞內市鎮負責管轄。該村始建於1935年，面積1.19平方公里，海拔高度26米，2019年人口223，人口密度每平方公里188.03人。